# Ветеровская культура
Ветеровская (ветержовская) культура — археологическая культура раннего бронзового века. Принадлежит к мадьяровско-ветеровскому горизонту. Название происходит от села Ветержов в округе Годонин в Моравии.

## Происхождение
Скорее всего, ветеровская культура возникла в результате переселения групп носителей мадьяровской культуры с территории юго-западной Словакии на территорию, которую ранее занимала унетицкая культура. Таким образом, новая возникшая культура носила гибридный характер, сочетая в себе черты унетицкой и мадьяровской.

## Хронология и область распространения
Согласно хронологии П. Райнеке, ветеровская культура относилась к фазе A2 бронзового века, то есть около 1950—1700 гг. до н. э. Существовала на территории нижней и средней Моравии на границе с современной Нижней Австрией. Исчезла на стадии B1 бронзового века (1700—1500 гг. до н. э.) в результате распространения в Моравии носителей культуры курганных погребений.

## Хозяйство
Население ветеровской культуры занималось земледелием (о чём известно по находкам в поселениях зерён пшеницы и проса). Для разрыхления земли использовались палки рогатой формы. Также было развито скотоводство. В поселениях ветеровской культуры были обнаружены кости домашней свиньи, крупного рогатого скота, овец, и в меньшей степени лошадей. Также были обнаружены кости оленя и водных птиц, что свидетельствует о существовании охоты.

## Поселения и здания
Поселения ветеровской культуры часто располагались в местах с природным оборонным рельефом, например, на возвышенностях, обносились каменным или земляным валом, вокруг которого строился палисад, и окружались рвом. В поселениях встречаются следы древних домов шестово-рамочной конструкции, а также ямы различного рода. В некоторых поселениях обнаружены примеры длинных домов. Наиболее изученные поселения: Шумице, Цезавы близ Блучины, а также Градиско близ Кромержижа.

## Погребальный обряд
Подобно мадьяровской культуре, бросается в глаза отсутствие отдельно расположенных некрополей, существовавших у унетицкой культуры. Вместо этого встречаются погребения внутри поселений. Также обнаружены человеческие скелеты в скорченном положении в jamach odpadkowych, лишённые погребальных даров, а также детские скелетные погребения в сосудах, что явно свидетельствует о связи ветеровской культуры с культурами анатолийско-балканских традиций. Также спорадически встречаются кремированные погребения в погребальных урнах внутри поселений.

## Инвентарь
Керамический инвентарь ветеровской культуры представлен яйцевидными, с S-образным профилем или луковицеобразными горшками для пищи, различными видами кубков, в том числе и напоминающими инвентарь унетицкой культуры, жбанами мадьяровского происхождения, двуухими мисками, сосудами типа ваз (амфор), с луковицеобразной формой и с выступающей шейкой, переходящей в два ушка, крупные сосуды для пищи, плоские черпаки, сосуды с полой ножкой и множество крышек для сосудов. В целом, встречаются как сосуды, характерные для мадьяровской культуры, так и для других культур раннего бронзового века из того же географического региона, в том числе для унетицкой.
Довольно многочисленны изделия из кости и рога, среди которых встречаются: долота, шила, иглы, копалки, мотыги, плуги, а также перстни из рога или кости, украшенные характерным плетёным орнаментом, имеющим аналоги среди изделий микенской культуры.
Была развита металлургия. В поселениях найдены литейные формы и бронзовые изделия, как местного происхождения, так и приобретённые путём обмена с другими культурами, обычно более южными. Среди бронзового инвентаря данной культуры встречаются: топоры с воронковидным основанием, долота, шила, треугольные стилеты с заклёпками для присоединения рукоятки, шейные ожерелья с концами, завитыми в ушки, шпильки различных типов и браслеты.
Также встречаются изделия из кремня и других камней, такие, как топоры, молоты или тёрки, а также бусы из стекла и янтаря.

## Исчезновение и влияние на другие культуры
Ветеровская культура исчезла на стадии B1 бронзового века в результате натиска культуры курганных погребений. Тем не менее, ветеровская культура внесла некоторый вклад в среднедунайскую группу культуры курганных погребений. Допускается, что в окрестностях Кромержижа и Гулина население ветеровской культуры сохраняло свою культурную идентичность и далее, внося вклад в формирование лужицкой культуры на территории Моравии.